# Трапезников, Николай Николаевич
Никола́й Никола́евич Трапе́зников (21 мая 1928 — 27 сентября 2001) — советский и российский учёный-онколог, академик РАН и РАМН.
Автор 10 монографий, учебников по онкологии для студентов медицинских институтов и около 400 научных публикаций. Под его руководством выполнено 25 докторских и более 50 кандидатских диссертаций, среди его учеников 4 директора и ректора институтов, 11 профессоров.

## Биография
Родился 21 мая 1928 года в Нижнем Новгороде.
В 1943 году он, только окончивший 7-й класс школы, был направлен в Куйбышевскую военно-воздушную авиационную школу, в которой проучился до конца войны. Десятый класс Николай Трапезников окончил в родном Горьком.
В 1952 году Трапезников с отличием окончил лечебный факультет Горьковского государственного медицинского института имени С. М. Кирова и поступил в клиническую ординатуру.
Работал в Институте экспериментальной и клинической онкологии Академии медицинских наук СССР (РОНЦ имени Н. Н. Блохина РАМН) младшим научным сотрудником, старшим научным сотрудником, учёным секретарём института.
В 1956 году защитил кандидатскую диссертацию на тему «Сравнительная оценка материалов для хирургических швов и лигатур». В 1964 году он защитил докторскую диссертацию на тему «Лечение первичных опухолей костей».
В 1965 году Н. Н. Трапезников возглавил и бессменно руководил отделением общей онкологии Российского онкологического научного центра. В 1967 году ему присвоено учёное звание профессора по специальности «онкология».
Директор Российского онкологического научного центра им. Н. Н. Блохина РАМН с 1988 по 2001 г.
В 1974 году избран членом-корреспондентом Академии медицинских наук СССР, а в 1978 году стал академиком АМН СССР. В 1997 году, за достижения в клинико-экспериментальной области онкологии — был избран академиком Российской академии наук по отделению физиологии.
Умер 27 сентября 2001 года. Похоронен на Троекуровском кладбище.

### Семья
- Отец — Трапезников Николай Иванович.
- Мать — Трапезникова Елизавета Николаевна.
- Супруга — Трапезникова, Маргарита Фёдоровна (род. 20.02.1929 — 7.12.2013) — академик РАМН, доктор медицинских наук, профессор, руководитель урологической клиники МОНИКИ, главный уролог Московской области, заслуженный деятель науки РФ.
- Дочь — Львова Елена Николаевна (род. 1957) — окончила МГИМО, по профессии — экономист-международник, кандидат экономических наук.

## Награды
- Награждён орденами Октябрьской Революции (1989), Трудового Красного Знамени (1981), Дружбы народов (1994), «За заслуги перед Отечеством» III степени (1998)[4] и многими медалями, а также зарубежными наградами.
- Лауреат Государственной премии СССР (1977).
- Дважды был награждён премией АМН СССР имени Н. Н. Петрова (1980, 1987).
- В 1999 году коллектив под руководством Н. Н. Трапезникова был отмечен Государственной премией Российской Федерации в области науки и техники за работу «Разработка и внедрение в клиническою практику комбинированных методов лечения остеогенной саркомы».